# Tallinna FC Cosmos
Tallinna FC Cosmos – estoński klub futsalowy z siedzibą w mieście Tallinn, obecnie występuje w najwyższej klasie rozgrywkowej Estonii.

## Sukcesy
- Mistrzostwo Estonii (2): 2015/16, 2017/18